# Biblioteca Ca l'Altisent
La Biblioteca Ca l'Altisent és una biblioteca pública de Sant Climent de Llobregat, al Baix Llobregat, inaugurada el 22 de maig de 2021. L'equipament substitueix a l'antiga 'Sala de Lectura Sant Jordi', i està integrada en la Xarxa de Lectura de la Diputació de Barcelona, formant part del Sistema de Lectura Pública de Catalunya (SLPC). La biblioteca, de titularitat municipal, rep el suport de la Diputació de Barcelona com a biblioteca de la Xarxa de Biblioteques Municipals.
La seva ubicació es troba en una antiga construcció de principis del segle xx, originàriament destinada a casa d'estiueig de la família Altisent. L'edifici, de titularitat municipal, s'ha ampliat i reformat conservant el volum principal de l'edifici i ampliant la planta baixa per poder encabir el programa funcional del nou equipament municipal.
La superfície útil total de la biblioteca és de 536 m². Les plantes baixa i primera es destinen a l'ús bibliotecari. La planta baixa acull tot el fons documental i els espais destinats a la lectura i l'estudi. A la planta primera s'ha habilitat un espai polivalent i una gran terrassa, amb possibilitat d'accés en horaris flexibles desvinculats dels horaris d'obertura de la resta de la biblioteca. El cost total del projecte ha estat d'1.921.395 €, amb una aportació de 270.000 € per part del Departament de Cultura. L'equipament on s'ubica la biblioteca va ser objecte d'un procés de participació ciutadana per tal de decidir quins havien de ser els seus usos. La biblioteca pren d'aquesta manera el relleu de la 'Sala de Lectura Sant Jordi' incorporant, a més 1.500 llibres del seu fons. La biblioteca ofereix els serveis d'informació bibliogràfica, préstec d'autoservei, accés públic a Internet, una àrea de música, una zona Wi-Fi i una sala polivalent. Compta amb un fons total de 6.104 documents (5.572 llibres i 532 audiovisuals), 40 revistes i 4 diaris.
Entre les principals característiques de la biblioteca es troben els diferents fons monogràfics que posa a disposició de la població. Es poden consultar així documents relacionats amb el municipi, també un fons centrat en el conreu de la cirera, el cultiu típic de la població, i, a més, disposa d'un fons especial divulgatiu sobre vexil·lologia, la disciplina que tracta de les banderes, dels estendards i dels gallardets, gràcies a l'acord assolit entre l'Ajuntament i l'Associació Catalana de Vexil·lologia.